# Amerikansk bison
Amerikansk bison (Bison bison) er en art i bison-slægten. Den når en længde på 2-3,5 m med en hale på 30-91 cm og vejer 318-1000 kg. Arten deles i to underarter, skovbison (Bison bison athabasacae), der lever i Canada og præriebison (B. b. bison), der lever i USA og få steder i Canada.

## Nær udryddelse
I det 19. århundrede blev dyret jaget til næsten udryddelse, og bestanden i USA var helt nede på 300 individer i 1890. Siden er et stort redningsforsøg sat i værk, og bestanden anslås nu til mere end 500.000, hvoraf hovedparten findes i private, kommercielle farme. Dette tal skal sammenlignes med en bestand på mere end 60 millioner før europæerne kom til Amerika.

## Levevis
Bisonen bliver kønsmoden i 3-års alderen og lever i op til 15 år i naturen. Den er en planteæder og græsser på den amerikanske prærie. Amerikansk bison kan nå en topfart på 56 km/t. Den vejer ca. 1000 kg. En han spiser 30 - 40 kg planter om dagen, mens en hun spiser ca. 25 kg